# Наводнения в Таиланде и Малайзии (2010)
Наводнения в Таиланде и Малайзии (2010) — серия ливневых паводков в Таиланде и Малайзии, случившихся в 2010 году. Наводнения произошли в северо-восточном и центральном регионах Таиланда в начале октября 2010 года в результате аномально поздней активности муссонов над Бенгальским заливом. Река Чаупхрая вышла из берегов и затопила Бангкок. Двумя неделями позже в результате тропической депрессии на юге произошли наводнения в Южном Таиланде, позже усугубившиеся муссонными дождями, связанными с Ла-Нинья. В ноябре 2010 года наводнения распространились на малайзийские штаты Кедах и Перлис.
Несмотря на то, что наводнения являются обычным и ежегодным явлением в этой части мира, сочетание очень обильных дождей в октябре и ноябре 2010 года и проблем со сточными системами застало нацию врасплох и привело к катастрофе. Число погибших в Таиланде составило 232 человека. Согласно данным правительства Таиланда, в результате наводнений пострадало около 7 миллионов человек в более чем 25 000 деревень, главным образом в результате разрушения имущества и инфраструктуры. По данным официальных органов на 13 ноября 2010 года, 38 провинций пострадали от наводнений в период с 1 октября по 13 ноября, а вода отступила в восьми провинциях. 30 провинций ещё оставались во власти стихии, в том числе 12 регионов в южном регионе страны.

## Наводнения

### Таиланд
В результате сильных муссонных дождей в Таиланде начались наводнения. В начале наводнение было не очень серьёзным, но позже оно переросло в катастрофу. По состоянию на 31 октября 2010 года 22 провинции на территории страны оставались затопленными, а затем появились первые жертвы.
Южный Таиланд был в большей беде, так как тропическая депрессия, развившаяся в циклон Джал, в ночь на 1 ноября 2010 обрушилась на страну с сильными ветрами со скоростью около 50 километров в час, что в свою очередь усилило воздействие наводнений. В результате сильных продолжительных ливней наводнение охватило Хатъяй, город с населением более 150 000 человек в провинции Сонгкхла. В Хатъяй, расположенный в низине, вода прибывала с гор на окраинах. Сообщалось, что уровень паводковых вод в некоторых местах в центральной части города достиг высоты 2 метров. Несмотря на раннее предупреждение Метеорологического департамента Таиланда, десятки тысяч жителей не смогли вовремя эвакуироваться и оказались заблокированы в своих домах. Те, кто жил в одноэтажных домах, спасались от наводнения на крышах домов. Между тем, спасательные работы и оказание помощи пострадавшим были затруднены из-за нехватки лодок и сильных течений.
В южной провинции Сонгкхла уровень воды поднялся до 1.50 метров. Четыре района в Сонгкхле были затоплены паводковыми водами после нескольких дней проливного дождя. Более 200 домохозяйств в районе Саба Йой серьёзно пострадали от ливневых паводков. Ожидалось, что уровень воды поднимется выше 2 метров, если дожди продолжатся.. По мере того как паводковые воды на севере страны отступали, наводнения на юге усиливались. Многие пациенты были эвакуированы из больниц северного Таиланда, а новых пациентов доставляли из южного Таиланда, где условия были намного хуже. Из-за сильного наводнения, вызванного тропической депрессией, возникли перебои с электроснабжением. В результате один человек умер.
Тысячи граждан Таиланда оказались в затруднительном положении, поскольку наводнения опустошили их дома. Появились беженцы из Таиланда, которые видели смертельное воздействие муссона и тропической депрессии. Все банки в Хатъяй были закрыты.

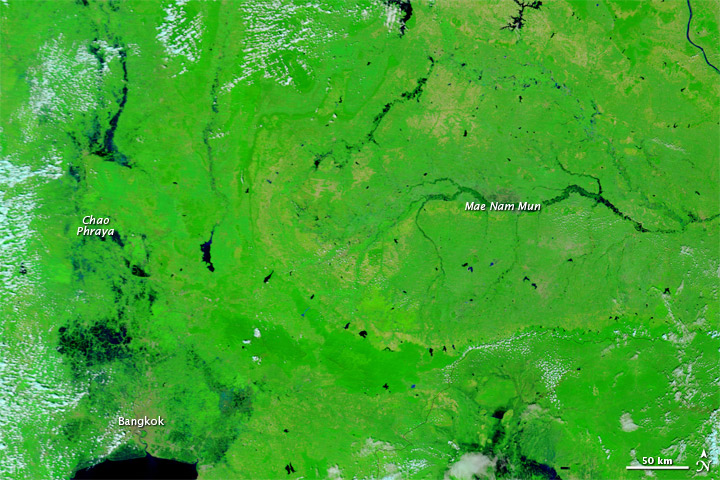
Спутниковый снимок Таиланда вскоре после начала наводнений

Множество туристов оказались в ловушке в Таиланде, поскольку железнодорожные и воздушные перевозки были приостановлены. Аэропорт Самуи был временно закрыт из-за сильных ливней и плохой видимости. Сообщалось, что около 100 иностранных туристов оказались заблокированными на острове Ангтхонг из-за высоких волн. Премьер-министр Таиланда Апхисит Ветчачива назвал наводнение на юге «одним из самых страшных стихийных бедствий», обрушившихся на страну. Многие районы находились под трёхметровым слоем воды. Один человек был убит током во время наводнения. Официальные лица заявили, что одна женщина была вынуждена родить ребёнка в своей квартире, поскольку высокие паводковые воды препятствовали её доставке в больницу.
Официальные органы опасались, что произойдёт сокращение экспорта каучука в стране. Поскольку опасения по поводу сокращения экспорта каучука возросли, цены на каучук снизились. Через несколько дней фабрика каучука вернула себе прибыль, поскольку доходность оказалась выше ожидаемой. По словам чиновников, сильное наводнение не повлияло на фондовую биржу Таиланда. Комментируя цены на рис, Сингапурская ассоциация генеральных импортеров риса (SGRIA) заявила, что пока удерживает цены на уровне, бывшем до наводнения, несмотря на рост спроса на 5-10 процентов. Сингапур импортирует 65 % своего риса из Таиланда. 130 креветочных ферм, покрывающих 20 000 рай прибрежных районов в шести районах, пострадали от наводнения, в результате чего ущерб составил около 200 миллионов бат. Фермеры были обеспокоены тем, что моллюски могут погибнуть вследствие затопления ферм пресной водой.
Экспорт электронных товаров и автомобильных запчастей в Малайзию был частично приостановлен, поскольку пограничный контрольно-пропускной пункт в Садао был закрыт из-за наводнения в Хатъяй. Поставки товаров народного потребления, сырья и бензина между Бангкоком и южным Таиландом задерживались на долгие часы, что вызывало опасения о том, что может возникнуть нехватка этих товаров в случае нового шторма в регионе в ближайшие несколько дней. Президент Ассоциации отелей Таиланда Пракит Чинамурфонг (англ. Prakit Chinamourphong) заявил, что ещё слишком рано оценивать ущерб, нанесенный туризму от наводнений, так как в многие районы города нет доступа или связь с ними затруднена. Сухарт Сиранканоккуль (англ. Suchart Sirankanokkul), президент Южного отделения Ассоциации отелей Таиланда, объяснил, что многие люди оказались в затруднительном положении, когда уровень воды достиг крыш некоторых объектов. Около 120 студентов-мусульман оказались заблокированы в мечети в пострадавшем от наводнения районе Хатъяй.

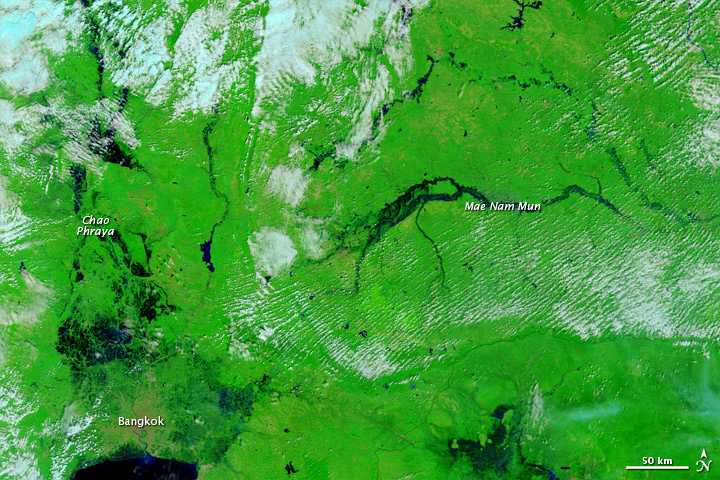
Спутниковый снимок Таиланда через несколько недель после начала наводнений

Государственная железная дорога Таиланда приостановила движение на восьми маршрутах из-за затопления путей в районе Сонгкхла. 3 ноября 2010 года Департамент по предотвращению и смягчению последствий стихийных бедствий заявил, что в результате наводнения пострадали 48 из 77 провинций Таиланда, а число погибших достигло 107 человек. 3 ноября 2010 года метеорологическое управление Таиланда заявило, что шторм движется на запад, в сторону от Таиланда. Оно также предупредило о четырёхметровых волнах в некоторых прибрежных районах и о возможности оползней и внезапных наводнений в низменных районах. По состоянию на 4 ноября 2010 года от наводнений пострадала десятая часть населения Таиланда (составлявшее на тот момент 66 миллионов человек), в том числе был нанесён ущерб более чем 3 процентам сельскохозяйственных земель. Правительственный департамент по предотвращению и смягчению последствий стихийных бедствий заявил, что в результате двухнедельных сильных наводнений в октябре пострадали 122 человека и почти 6 миллионов жителей в 39 провинциях в северных, центральных, восточных и северо-восточных регионах страны.

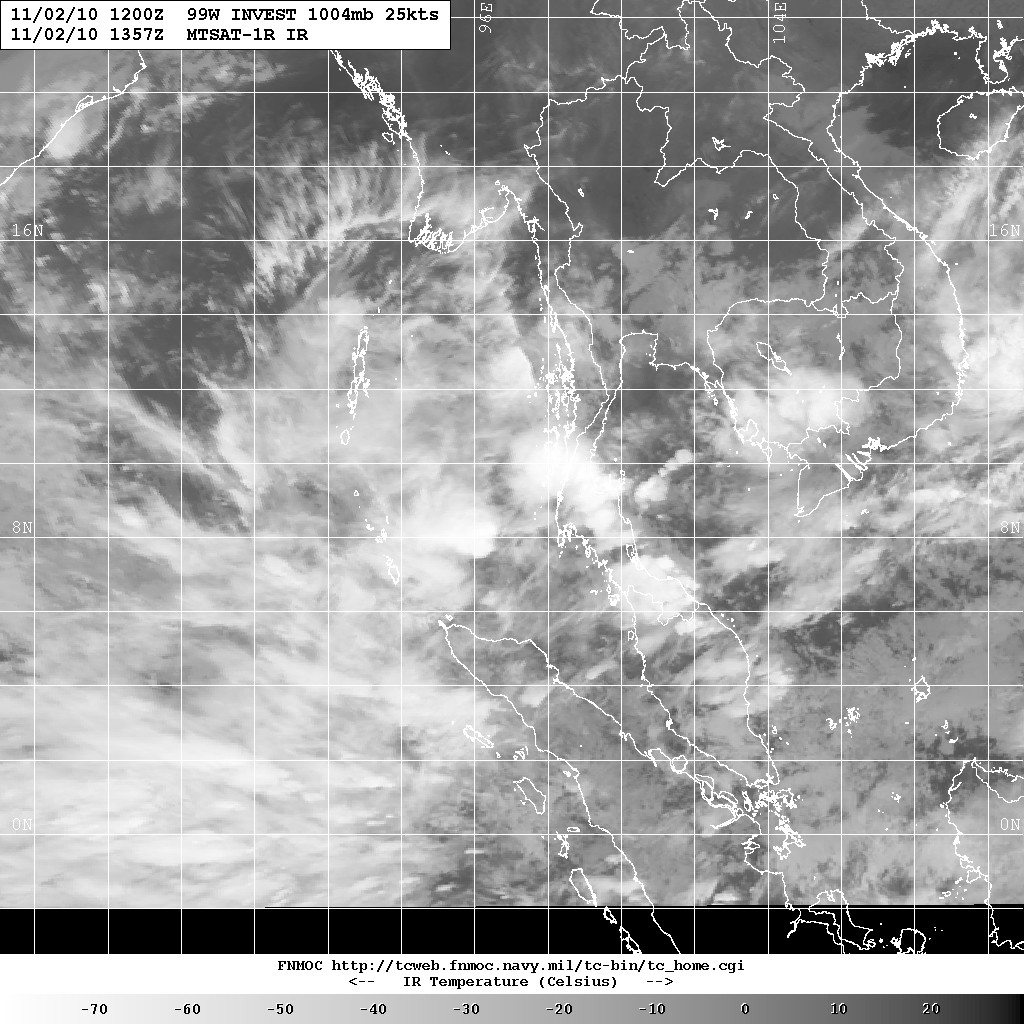
Тропическая депрессия, послужившая катализатором наводнений в южном Таиланде

Министерство финансов заявило, что наводнения 2010 года затронули северо-восточные и центральные провинции, вследствие чего экономический рост может снизиться на 0.2 процентного пункта. Несмотря на предпринимаемые усилия по оказанию помощи, в районе Хатъяй в провинции Сонгкхла по-прежнему складывалась критическая ситуация. Министерство информационных и коммуникационных технологий сообщило о повреждении 80 из 200 ретрансляторов после затопления подключенных к ним генераторов. Официальных данных об ущербе от наводнения не было, но по первоначальной оценке, полученной от мэра Хатъяй Прая Фаттхана (англ. Phrai Phatthana), наводнение затронуло 80 процентов городских районов и 30 000 домашних хозяйств, а 10 000 жителей оказались в зоне бедствия в своих домах.
Министр образования Чиннаворн Буниакиат (англ. Chinnaworn Boonyakiat) подтвердил, что 1186 школ в южных провинциях пострадали от наводнения: 555 в Сонгкхла, 350 в Паттани, 7 в Яла, 28 в Наратхиват, 150 в Пхаттхалунг, 63 в Накхонситхаммарат, 20 в Транг и 13 в Сатун. Центральные провинции королевства были также затоплены необычно сильными муссонными дождями.
4 ноября 2010 года вода начала отступать, а жители и туристы, которые были заблокированы в своих домах и гостиницах в течение почти 48 часов, смогли передвигаться, чтобы получить провиант и предметы первой необходимости. По словам турагентов, от 100 до 400 сингапурцев всё ещё находились в зоне бедствия на юге Таиланда. Министерство иностранных дел Сингапура заявило, что поддерживает связь с большинством своих граждан, оказавшихся в затруднительном положении.

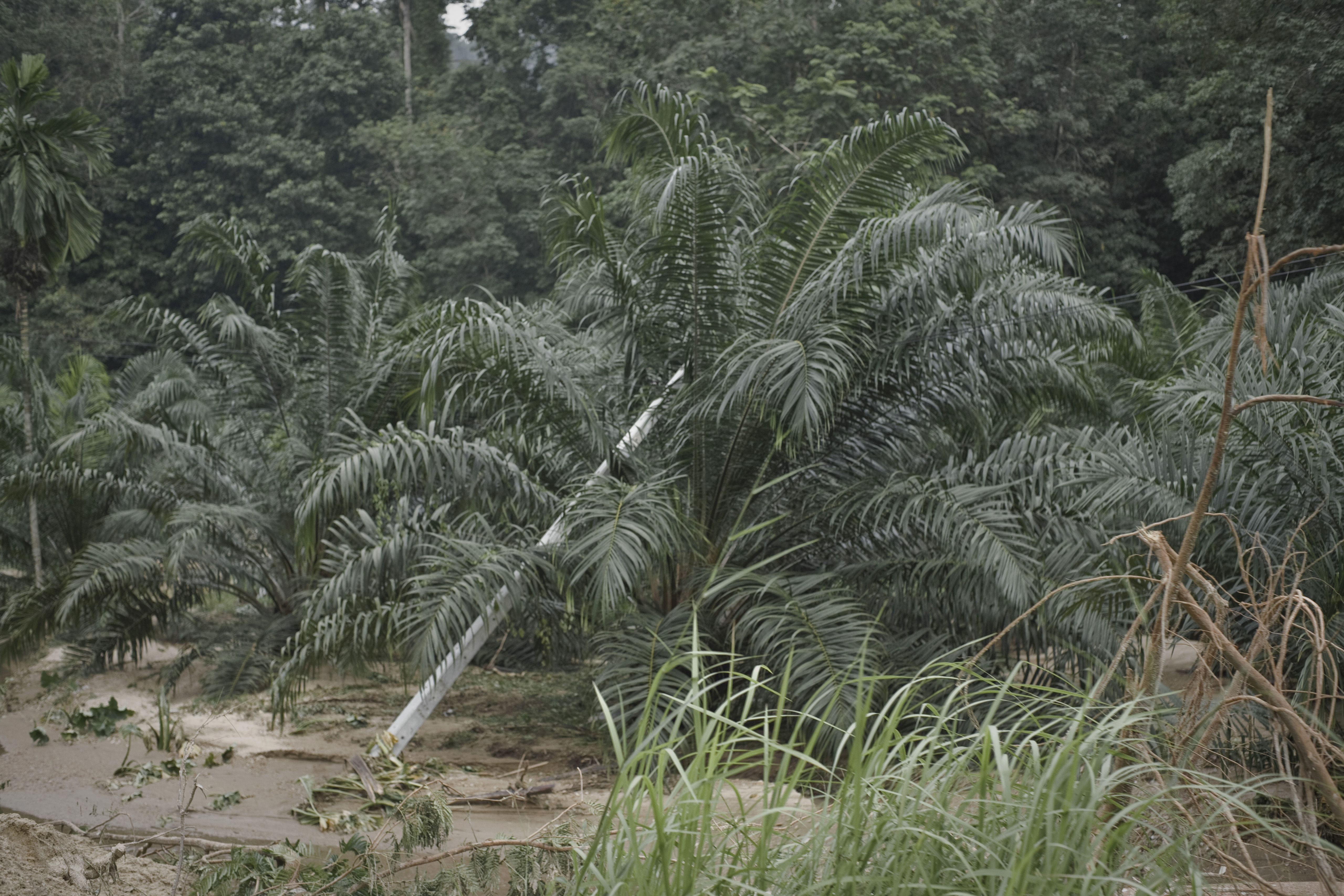
Оползень в Накхонситхаммарат, произошедший вследствие проливных дождей

В связи с очень большим количеством паводковых вод существовал повышенный риск схода оползней в более чем 6 тысячах деревень в 51 провинции. Поскольку на юге продолжались дожди, жители прибрежных районов были предупреждены о возможных оползнях и внезапных наводнениях.
19 ноября 2010 года подтверждённое количество жертв наводнений возросло до 232 человек. Официальные органы сообщили, что в результате наводнения в общей сложности погибло 156 человек на севере, северо-востоке, востоке и центральной части страны и 76 человек погибли на юге.

### Малайзия
Официальные лица Малайзии сообщили, что наводнения в северной части страны, вызванные проливными муссонными дождями, вынудили более 10 000 человек покинуть свои дома. Несколько школ были закрыты. Национальный центр мониторинга наводнений подтвердил, что более 2200 человек в северном штате Перлис были эвакуированы. К 3 ноября 2010 года более 36 000 человек были доставлены в приюты для оказания помощи в северной части Малайзии, где из-за дождей и наводнений погибли два человека.
Наводнения повлияли на работу транспорта в штатах Кедах и Перлис. Из-за наводнений была перекрыта железная дорога, закрыта скоростная автомагистраль Север—Юг. Аэропорт Султана Абдула Халима в Алор-Сетар также был закрыт после затопления взлётно-посадочной полосы, в результате чего вертолеты стали единственным видом воздушного транспорта в штатах Кедах и Перлис. Из-за наводнения произошло загрязнение водопроводов в штатах Кедах и Перлис, вследствие чего эти штаты вынуждены были получать поставки питьевой воды из соседнего штата Перак.
Производство риса, ключевая отрасль в штатах Кедах и Перлис, сильно пострадало от наводнений. По данным федерального правительства, только в Кедах было повреждено более 45 000 гектаров рисовых полей. Правительство обещало выделить 26 миллионов ринггитов в помощь фермерам в обоих штатах.
В результате наводнения погибли по меньшей мере четыре человека в штате Кедах, в том числе один иностранец. Около 50 000 человек были эвакуированы. От наводнения пострадали в том числе дома главного министра штата Кедах Азизана Абдула Разака и министра жилищного строительства и местного самоуправления Хор Хее Хёна. В штате Перлис наводнения затопили более двух третей территории штата.
Северо-восточный штат Келантан также пострадал от наводнения, что привело к закрытию некоторых школ.

## Общественная реакция
Наводнения спровоцировали немедленные политические последствия в Малайзии. Федеральный министр жилищного строительства и местного самоуправления и член парламента Алор-Сетара Хор Хее Хён раскритиковал правительство штата Кедах (состоящее из представителей Пан-малайзийской исламской партии и коалиции Барисан Насионал) за неопытность и медленную реакцию на наводнения. Собственный дом Хор Хёна в Алор-Сетаре также пострадал от наводнения. Вице-премьер-министр Мухиддин Яссин заявил, что правительство штата несёт ответственность за оказание помощи жертвам наводнения. Тем временем главный министр штата Кедах, Азизан Абдул Разак, утверждал, что реакция его правительства была «быстрой» и что 300 000 ринггитов было направлено в качестве помощи в пострадавшие районы. Султан Абдул Халим Муадзам Шах публично призвал к тому, чтобы политика не вмешивалась в вопросы борьбы с последствиями наводнений.
Госсекретарь США Хиллари Клинтон выразила соболезнования в связи с гибелью людей и ущербом, вызванным сильным наводнением в Таиланде, и пообещала дополнительную помощь в случае необходимости. Клинтон заявила, что посольство США в Бангкоке предложило незамедлительную помощь после наводнения и «тесно сотрудничает» с правительством Таиланда.

## Помощь пострадавшим от стихийного бедствия
Местные органы власти объявили, что будет оказана материальная помощь в размере 5000 бат каждому домохозяйству, пострадавшему от наводнения, и до 100 000 бат будет потрачено на ремонт и восстановление после наводнений. Предприятия и частные лица, которые пожертвовали средства для операций по ликвидации последствий наводнения, получили право на снижение налогов.
Для оказания помощи пострадавшим и эвакуации граждан были привлечены вооружённые силы Таиланда. Официальные лица надеялись, что армия сможет добраться до всех, кто оказался в ловушке. Так, сообщалось, что в Чумпхоне военно-морская группа спасла девять человек, в том числе четверых детей, которые оказались заблокированы в доме около строящейся плотины в тамбоне Суан Таенг, район Ламаэ. Единственный в Таиланде авианосец Чакри Нарубет был превращён в плавучую кухню и использовался для перевозки горячей еды для пострадавших от наводнения на юге. Администрация Бангкока обеспечила доставку 1 000 комплектов для выживания и 17 лодок с плоским дном в районы бедствия. Общество Красного Креста Таиланда создало мобильные кухни для жертв наводнения в Аюттхае, обеспечивая завтраки для монахов и обед для спасателей и жителей региона. Пища готовилась в нескольких местах, в том числе в университете принца Сонгкла, а затем развозилась по домам нуждающимся. Королевское ирригационное управление ускорило работы по углублению дна в каналах и обязалось построить больше резервуаров для удержания воды.

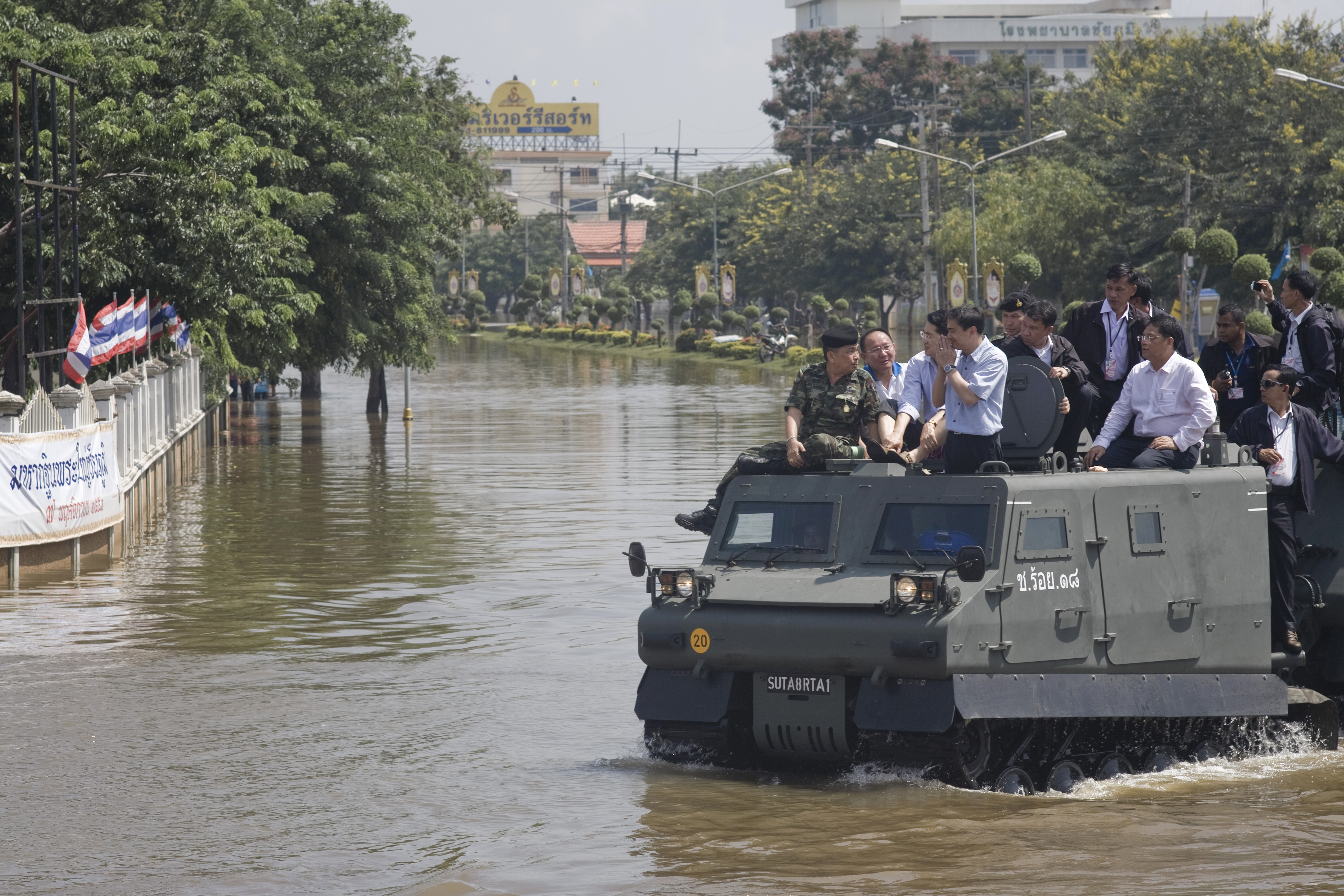
Премьер-министр Таиланда изучает район наводнений с борта бронетранспортёра

Премьер-министр Таиланда Апхисит Ветчачива сказал, что кабинет министров согласился с предложениями, поступившими в целях помощи жертвам наводнения. Кроме того, кабинет министров также разрешил министерству финансов выделить 4 миллиарда батов из бюджета, в дополнение к уже утвержденному бюджету в 20 000 миллионов батов, для той же цели. Компенсации в размере 5000 батов для каждой семьи, пострадавшей от наводнения, правительство выплатило в начале ноября 2010 года. Министерству внутренних дел было поручено проверить информацию об арендуемых домах, пострадавших от наводнения, чтобы компенсация была выплачиваться только тем, кто имеет на это право. Кабинет министров поручил государственным органам оказывать помощь людям, пострадавшим от наводнения, были одобрены авансовые платежи в размере более 100 млн бат для помощи пострадавшим от наводнений в Накхонратчасиме и Лопбури.
Спасательные средства были подготовлены в Бангкоке и были доставлены на расстояние около 900 км в южную провинцию Сонгкла. Адвентистское агентство помощи и развития (ADRA) развернуло распределительный пункт рядом с университетом принца Сонгкла, который не попал в район бедствия из-за своего расположения на возвышенности.

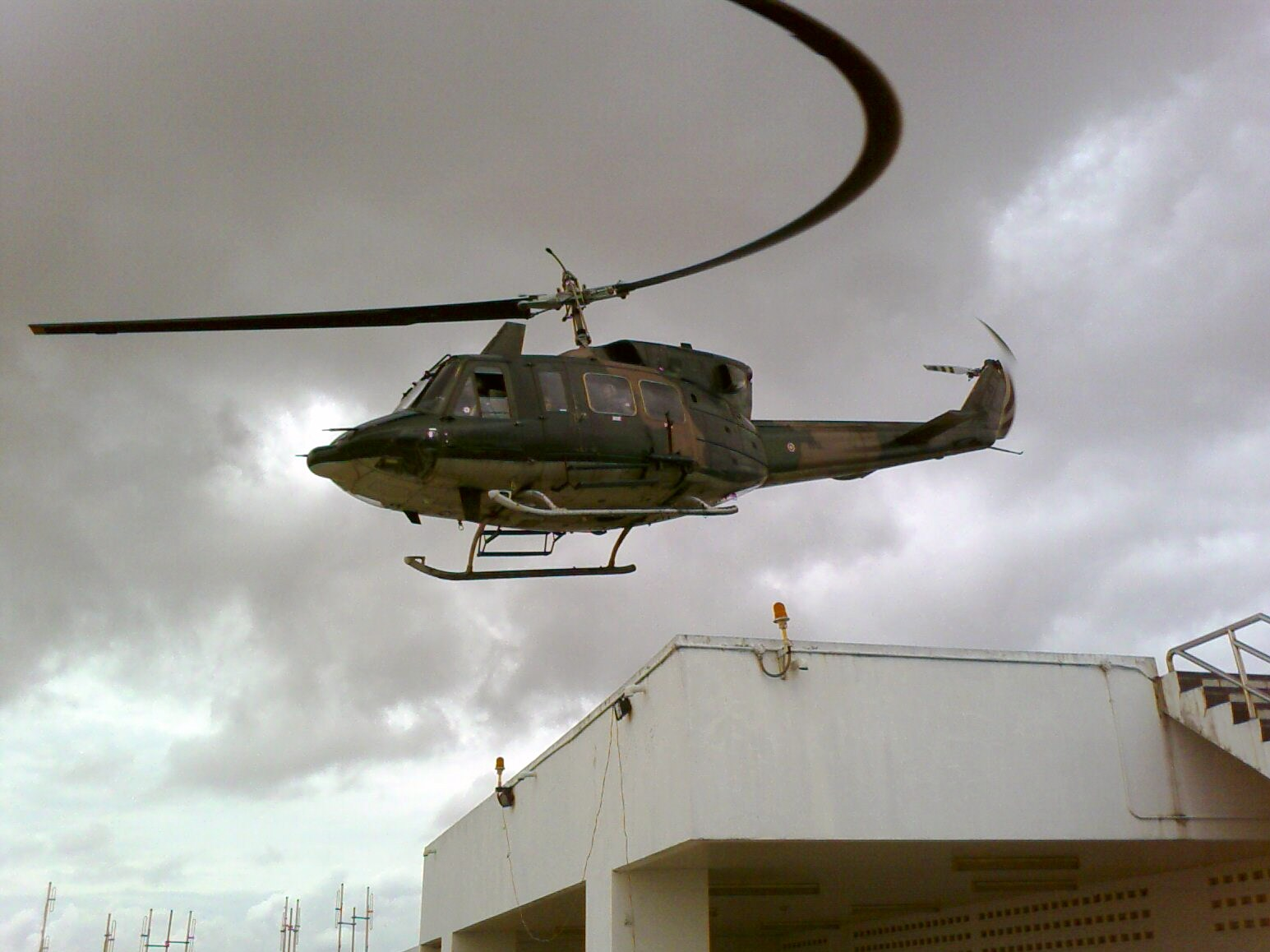
Военный вертолёт осуществляет снабжение госпиталя Хатъяй.

Восстановительные работы начались в Хатъяй после того, как вода начала убывать. Местные жители постепенно выходили, чтобы получить пакеты гуманитарной помощи и купить свежие продукты питания. Глава провинциального управления электроэнергией (PEA) Наронгсак Камалес (англ. Narongsak Kamales) сказал, что некоторые районы Хатъяй начали получать электричество, и предупредил жителей о необходимости тщательной проверки электрических систем перед включением любого выключателя. Закон и порядок в основном поддерживались путём постоянного патрулирования со стороны полиции и добровольцев, но сообщалось о незначительных случаях мародерства. Во время кризиса здание университета принца Сонгкхла служило местом сбора и распределения гуманитарной помощи. В этом же здании был открыт медицинский центр для пострадавших.
Железнодорожное сообщение с регионом было частично восстановлено утром 4 ноября 2010 года. Аэропорт на острове Самуи, популярном туристическом направлении в Сиамском заливе, был вновь открыт.
Количество пострадавших от наводнений в Таиланде составило около 8 970 911 человек. В Хатъяе многие жители были застигнуты врасплох внезапным наводнением, несмотря на предупреждения об эвакуации, возможно эти предупреждения просто игнорировались. Городское планирование, стратегии и системы борьбы с наводнениями также нуждались в коренном переосмыслении.